# Плющ Микола Романович
Плющ Микола Романович (5 березня 1929, с. Свидовець, Чернігівської обл.) — український історик, член українського товариства істориків України, академік Української академії історичних наук, доктор історичних наук, професор.

## Біографія
Народився 5 березня 1929 року у с. Свидовець Бобровицького району Чернігівської обл. в селянській родині.
В 1936 році пішов до школи, але Друга Світова війна перервала навчання. Під час неї довелося ходити за плугом на полі, котрий тягли часто не коні, а корови, допомагати матері обробляти город, бо батько пішов на фронт і в 1944 році повернувся інвалідом війни II групи.
Після звільнення Чернігівщини школа відновила роботу, але робочих рук не вистачало, й доводилося знову обробляти землю в колгоспі та продовжувати навчання. У сусідньому селі Вороньки юнак навчався в старших класах, які закінчив у 1948 році.
В тому ж році він вступив до Київського державного педагогічного інституту імені М. Горького на історичний факультет. Микола Романович читав багато праць з історії, художню літературу. Товариші-студенти часто влаштовували дискусії на історичну тематику, але в умовах тоталітарного режиму це було далеко не просто. Не завжди у бібліотеках вдавалося взяти необхідну літературу, часто бракувало підручників з історії України. Після закінчення в 1952 році навчання, молодий учитель історії працював за призначенням у Кричильській школі Сарненському районі Рівненської області. З 1953 року вчителював у Києві в середній школі № 101.
З 1961 року Плющ працював на посаді завідувача кабінетом історії й географії Київського міського інституту підвищення кваліфікації вчителів. Це були роки, коли велися пошуки вдосконалення роботи радянської школи, котрі почалися у 1958 році.
У 1964–1967 роках навчався в аспірантурі Київського державного педагогічного інституту імені М. Горького, у 1967–1973 — молодший науковий співробітник, у 1973–1985 — старший науковий співробітник, у 1985–2001 — провідний науковий співробітник відділу сучасної історії України Інституту історії НАН України.
З 2001 по 2003 рік був професором Національної академії архітектури та будівництва. З 2003 року — професор історичного факультету  Національного педагогічного університету ім. М. П. Драгоманова, кафедри методики викладання історії і права Київського міського педагогічного університету ім. Б. Грінченка.

## Наукові інтереси
- Кандидатська дисертація на тему «Підвищення трудової і політичної активності робітничого класу УРСР (1926–1929 рр.)» (1969, науковий керівник — Г. П. Короїд, захист в Київському державному університеті).
- Докторська дисертація на тему «Внесок робітничого класу Української РСР у прискорення науково-технічного прогресу в промисловості (50-70 рр.)» (1983)[3].

Дослідник проблем історії України другої половини 20 століття, науково-технічного прогресу, історії робітничого класу та індустріального розвитку, періоду переходу України до ринкових відносин в 90-х рр. XX ст. та ін. Загальна кількість публікацій нараховує понад 100 робіт.

### Основні праці
- Вітчизні пошук молодих. — К., 1972.
- Технічна творчість робітничого класу Української РСР (1959–1970 рр.). — К., 1973.
- Вклад робітничого класу УРСР у прискорення науково-технічного прогресу в промисловості (50-70-і рр.). — К., 1981.
- Промисловість України у 80-90-ті роки: Люди, проблеми, уроки. — К., 2002.

### Співавторство у монографіях
- Робітничий клас — провідна сила радянського суспільства. — К., 1985.
- Україна 90-х р.: шлях до незалежності. — К., 1992.
- Україна незалежна: час випробувань, сподівань. — К., 1993.
- Україна незалежна, сторінки історії. — К., Донецьк, 1995.
- Україна: друга половина XX століття: Нариси історії. — К., 1997.
- Київ. — К., 2001.

Брав участь у підготовці колективних праць:
- «Історія Української РСР» (Т. 8, Кн. 1, 2. — К., 1979; відповідальний секретар редколегії);
- «История Украинской ССР» (Т. 9, 10. — К., 1985);
- «История рабочих Донбасса» (Т. 2, Кн. 2. — К., 1982);
- «История Киева» (Т. 3, Кн. 1, 2. — К., 1985, 1986);
- «Енциклопедія історії України» (Т. 1-2. — К., 2003–2007).

Автор численних наукових статей, серед яких:
- Про піднесення трудової активності робітничого класу України в 1926–1929 pp. // Український історичний журнал. — 1968. — № 7. — С.89-92.
- Роль молоді Радянської України у прискоренні науково-технічного прогресу (1959–1971 pp.) // Український історичний журнал. — 1973. — № 1. — С.32-39.
- Документи ЦДАЖР УРСР про внесок робітничого класу Української РСР у прискорення науково-технічного прогресу (1951–1970) // Архіви України. — 1980. — № 5. — С.54-58.
- Науково-технічний прогрес у народному господарстві Української РСР на сучасному етапі // Український історичний журнал. — 1982. — № 10. — С.17-27.
- М. С. Хрущов і проблеми технічного переозброєння народного господарства // М. С. Хрущов і Україна. Матеріали наукового семінару 14 квітня 1994 р., присвяченого 100-річчю від дня народження М. С. Хрущова. — К.: Інститут історії України НАН України, 1995. — С.72-79.

## Нагороди
- медалі «Ветеран труда», «В память 1500-летия Киева», «50 лет Победы в Великой Отечественной войне 1941–1945 гг.», «60 лет Победы в Великой Отечественной войне 1941–1945 гг.», «Захиснику Вітчизни»;
- знак «Відмінник освіти України».